# سحر بی‌نیاز
سحر بی‌نیاز (زادهٔ ۲۶ آبان ۱۳۶۵) بازیگر، مدل و دارندهٔ عنوان ملکه زیبایی کانادایی است که در سال ۲۰۱۲ عنوان دوشیزه جهان-کانادا و در سال ۲۰۲۵ عنوان میس یونیورس پرشیا را کسب کرد. او در سریال پرطرفدار «پناهگاه» نقش کالی، الهه قدرت هندو را ایفا کرده است. بی‌نیازقرار است نماینده ایران در رقابت میس یونیورس ۲۰۲۵ باشد که در تایلند برگزار خواهد شد.

## زندگی‌نامه
سحر بی‌نیازدر شهر بنگلور، ایالت کارناتاکا، هند، در خانواده‌ای ایرانی به دنیا آمد. او در ایران بزرگ شد و چند سال بعد، همراه با خانواده‌اش به ونکوور، کانادا مهاجرت کرد و در آنجا شهروند کانادا شد. بی‌نیازبا کسب مدرک ممتاز از مدرسه بازیگری استلا آدلر در لس‌آنجلس فارغ‌التحصیل شد.

## سابقه شرکت در مسابقات زیبایی
بی‌نیازدر سال ۲۰۰۳ در رقابت میس یونیورس کانادا شرکت کرد، اما مقامی کسب نکرد. او سپس در چندین مسابقه زیبایی به نمایندگی از کانادا شرکت کرد و در سال ۲۰۰۸ به‌عنوان نفر دوم (نایب‌قهرمان اول) در میس یونیورس کانادا انتخاب شد. چهار سال بعد، در سال ۲۰۱۲، او بار دیگر در همین مسابقه شرکت کرد و عنوان میس یونیورس کانادا ۲۰۱۲ را به دست آورد. همچنین جایزه بهترین مو از نگاه رولون پروفشنال را دریافت کرد. در تاریخ ۳۱ مه ۲۰۲۵، بی‌نیازدر شهر اوبرهاوزن، آلمان، به‌عنوان میس یونیورس پارسیا ۲۰۲۵ تاج‌گذاری کرد.

## فعالیت‌های اجتماعی
در سن ۱۴ سالگی، سحر بی‌نیاز مورد حمله یک سگ پیت‌بول خانگی قرار گرفت که منجر به جراحت شدید در ناحیه سینه و نیاز به ۱۶ بخیه شد. او همچنان آثار زخم‌های این حادثه را بر بدن خود دارد.
به دلیل تجربه تلخ شخصی‌اش به‌عنوان قربانی حمله پیت‌بول، بی‌نیاز در سال ۲۰۱۲ تصمیم گرفت به تلاش برای وضع قوانین کنترلی برای این نژاد بپیوندد و این موضوع را به یکی از محورهای اصلی فعالیت خود در دوره تصدی عنوان میس یونیورس کانادا تبدیل کرد. او اظهار داشت که با کسب این عنوان، اکنون پلتفرمی برای افزایش آگاهی عمومی درباره خطرات مرتبط با این نژاد در اختیار دارد.
در پی این موضع‌گیری، بی‌نیاز با انتقادات تند حامیان نژاد پیت‌بول مواجه شد. این گروه‌ها از سازمان میس یونیورس درخواست کردند که به دلیل اظهارات او، عنوانش را سلب کنند. برخی از این حامیان، بینیاز را متهم کردند که «واقعاً کانادایی نیست» و «نماینده ارزش‌های کانادایی» نمی‌باشد.

## مسابقات ملکه زیبایی
| سال  | مسابقه                           | جایگذاری            |
| ---- | -------------------------------- | ------------------- |
| ۲۰۰۳ | دختر شایسته کانادا (میس یونیورس) | عدم کسب مقام        |
| ۲۰۰۳ | ملکه زیبایی جهانی                | نفر اول مسابقات     |
| ۲۰۰۸ | ملکه گردشگری بین‌المللی           | نفر دوم مسابقات     |
| ۲۰۰۸ | دختر شایسته کانادا (میس یونیورس) | نفر اول نایب قهرمان |
| ۲۰۱۲ | دختر شایسته کانادا (میس یونیورس) | برنده               |
| ۲۰۲۵ | دوشیزه جهان پرشیا                | برنده               |

## فیلم‌شناسی
| سال  | عنوان                   | نقش                             | یادداشت‌ها      |
| ---- | ----------------------- | ------------------------------- | -------------- |
| ۲۰۰۵ | نیل و نیکی              | معلم                            |                |
| ۲۰۰۹ | نگهبانان                | گوینده اخبار خارجی (در نقش سحر) |                |
| ۲۰۰۹ | ۲۰۱۲                    | دختر نمایش (نامشخص)             |                |
| ۲۰۱۰ | جستجوی پنجه‌های بابانوئل | زن پودل شیک‌پوش                  | ویدئو          |
| ۲۰۱۲ | آمبروزیا                | لیلا                            |                |
| ۲۰۱۳ | تام دیک و هریت          | مدل ماشین                       | فیلم تلویزیونی |

| سال       | عنوان             | نقش                                                     | یادداشت‌ها |
| --------- | ----------------- | ------------------------------------------------------- | --------- |
| ۲۰۰۶      | تیغه: سری         | سابین                                                   | ۶ قسمت    |
| ۲۰۰۷      | جین مسکن          | داغ                                                     | ۱ قسمت    |
| ۲۰۰۸      | زیر یک سقف        | سیلویا                                                  | ۱ قسمت    |
| ۲۰۱۰      | ایالت کوهستان آبی | ناترینا                                                 | ۱ قسمت    |
| ۲۰۰۷–۲۰۱۰ | اسمالویل          | شایرا هال، با نام مستعار ابرقهرمان دی سی کامیکس هاوکگرل | ۴ قسمت    |
| ۲۰۱۰      | پناهگاه           | کالی                                                    | ۴ قسمت    |